# Cambarus obeyensis
Cambarus obeyensis là một loài tôm càng xanh trong họ Cambaridae. Chúng thường được tìm thấy ở Bắc Mỹ.